# Fokföldi bozótposzáta
A fokföldi bozótposzáta (Bradypterus sylvaticus) a verébalakúak (Passeriformes) rendjébe, ezen belül a tücsökmadárfélék (Locustellidae) családjába és a Bradypterus nembe tartozó faj. 14 centiméter hosszú. A Dél-afrikai Köztársaság déli partvidékének vízfolyásokhoz közeli erdőszéli bozótosaiban él. Kis gerinctelenekkel táplálkozik. Monogám, szeptembertől októberig költ. Sebezhető, mivel kis, egymástól elszigetelt területeken él. 

## Alfajok
- B. s. sylvaticus (Sundevall, 1860) – Gqeberhától keletre;
- B. s. pondoensis (Haagner, 1909) – Gqeberhától nyugatra.

## Fordítás
- Ez a szócikk részben vagy egészben  a   Knysna warbler című angol Wikipédia-szócikk fordításán alapul.  Az eredeti cikk szerkesztőit annak laptörténete sorolja fel. Ez a jelzés csupán a megfogalmazás eredetét és a szerzői jogokat jelzi, nem szolgál a cikkben szereplő információk forrásmegjelöléseként.